# Filosofikum
Filosofikum (Examen philosophicum) var navnet på den eksamen, som alle danske universitetsstuderende frem til 1971 skulle bestå, før de starte på egentlige studier. Frem til 1930 kunne man kalde sig cand.phil. efter at have bestået filosofikum-eksamen. Eksamen blev oprindelig indført i 1675 i rigsfællesskabet Danmark-Norge, og den dag i dag må universitetsstuderende i Norge fortsat gennemføre en eksamen i filosofikum (nu ofte kaldt exphil), dog i stærkt reduceret omfang.
I 2017 blev der rejst en debat om genindførelse af filosofikum af daværende uddannelses- og forskningsminister Søren Pind, som fik nedsat en arbejdsgruppe, der kom med en anbefaling i sommeren 2018 om at indføre en moderne version med navnet »Akademia«. Initiativet blev skrinlagt igen året efter, da Søren Pind ikke længere var uddannelses- og forskningsminister.

## Historie
Eksamen i filosofikum blev ved lov af kong Christian 5. indført på Københavns Universitet i 1675, der på daværende tidspunkt var Danmark-Norges eneste universitet. Det skete på initiativ fra Peder Griffenfeld, og det blev besluttet at alle universitetsstuderende skulle tage en eksamen i filosofikum før de kunne gå videre med studierne. Eksamen indeholdt på det tidspunkt fagene grammatik, logik, fysisk, etik, aritmetik, geometri og astronomi; det var med andre ord en eksamen i de frie kunster, altså de traditionelle fag ved det filosofiske fakultet. Eksamen blev betegnet som et »dannelsesfag«, som måtte gennemføres før de studerende begyndte på specialiserede studier.
I 1732 blev noget af indholdet i filosofikum overført til den nye Examen artium (studentereksamen), så filosofikum blev mindre alment dannende og mere studieforberedende. Historie blev føjet til filosofikum, og i årene inden havde hebraisk, geografi og metafysik fået plads. Både etik og metafysik forsvandt dog nu. Filosofikum blev herefter ofte kaldt Anden Eksamen, da det var den anden eksamen en studerende aflagde på universitetet. Examen artium blev indtil 1850 afholdt på universitetet.
I 1775 blev filosofikum udtrykkelig defineret som et indledende og forberedende universitetskursus. Samtidig blev de forberedende kurser delt i filologikum og filosofikum. Det første indeholdt latin, græsk og historie, mens filosofikum bestod af matematik, fysik samt teoretisk og praktisk filosofi.
Få år senere, i 1788, blev det bestemt at eksamen i filosofikum skulle afholdes to gange årligt og bestå af to dele: En i matematik og filosofi og en i sprog og historie.

### Danmark
Denne ordning holdt til 1847, hvor filosofikums indhold blev fastlagt til at være logik, psykologi, etik og filosofi-historie. Det sidste skulle også inkludere propædeutisk filosofi. Studiet blev dermed i samtidens øjne rent filosofisk. Latin, græsk, historie, matematik og fysik blev nu flyttet til Examen artium. Samtidig blev det bestemt at eksamen skulle foregå ved en mundtlig prøve i de fire discipliner og en skriftlig prøve. Den skriftlige prøve blev dog allerede 1851 afskaffet. I 1871 forsvandt af praktiske årsager etik som selvstændig disciplin.
1871 reformeredes også studiet, så det stort set fik den form det havde de næste 100 år. Siden 1850 havde antallet af undervisningstimer været otte om ugen i to semestre. I perioden 1775-1850 havde der været op til to-tre daglige lektioner i otte eller ni måneder. Nu blev antallet af undervisningstimer halveret til fire om ugen, og prøven blev kaldt "den almindelige filosofiske prøve". I 1927 skete der nogle mindre justeringer, hvor filosofikum blandt andet blev defineret som propædeutisk filosofi.
Filosofikum, der var fælles og ens for alle universitetsstuderende, blev i 1971 afskaffet og erstattet af fagspecifikke kurser i videnskabsteori og videnskabelig metode.

#### Forslag om genindførelse af filosofikum 2017-2018
I 2017 rejste daværende uddannelses- og forskningsminister Søren Pind en debat. Debatten handlede om at genindføre af en eksamen i filosofikum på korte- og lange videregående uddannelser i Danmark. Der blev efterfølgende nedsat en inspirationsgruppe bestående af Berit Eika, Hanne Leth Andersen, Stefan Hermann, Per Øhrgaard, Philip Binning, Nils Overgaard Andersen og Rane Willerslev. I gruppen er der bemærkelsesværdigt ikke medtaget nogen filosoffer. I 2018 blev inspirationsgruppens arbejde præsenteret i rapporten »Inspirationsgruppen om nyt filosofikum: Afrapportering til uddannelses- og forskningsministeren« Arkiveret 25. november 2018 hos  Wayback Machine (2018), som anbefaler genindføre filosofikum som obligatorisk fag på bacheloruddannelser. Formålet med faget er at fremme nysgerrighed, kritisk tænkning og forbedre dømmekraft i et etisk og demokratisk perspektiv. Inspirationsgruppen forslog, at kurset skal være på 15 ECTS-point og placeres på 3., 4. eller 5. semester. Kurset anbefaledes at indeholde følgende emner:
1. Indføring i videnskaberne
2. Videnskaben i verden
3. Fagets videnskabsteori og historie
4. Teknologiforståelse
5. Etik
6. Akademiske redskaber

Navnet for det nye kursus burde ifølge inspirationsgruppen have været »Akademia«.
Initiativet blev skrinlagt igen året efter, da Søren Pind ikke længere var uddannelses- og forskningsminister.

### Norge
Efter opløsningen af Danmark-Norge i 1814 blev eksamen i filosofikum videreført ved Det Kongelige Frederiks Universitet i Oslo, og de ordninger som var gældende ved Københavns Universitet blev videreført. Studiet var på to eller tre semestre, mest almindeligt var to semestre. Eksamen bestod af fag som filosofi, matematik, astronomi, naturvidenskab, latin, græsk, historie og, for teologer, hebraisk. I 1845 blev latin, græsk og historie skiftet ud med bl.a. fysik og kemi, og i 1875 blev filosofi det eneste obligatorisk fag.
Eksamen beholdt sit oprindelige og officielle navn examen philosophicum ved Det Kongelige Frederiks Universitet frem til 1812, hvor navnet blev ændret til anneneksamen (Anden Eksamen), som også var den populære betegnelse i Danmark. Dette navn blev brugt frem til 1903. Fra 1903 til 1967 var eksamens navn "forberedende prøve i filosofi", men i 1967 gik man tilbage til at bruge betegnelsen examen philosophicum.
Omfanget af faget er blevet ændret flere gange. Frem til 1980'erne var logik og psykologi en del af eksamen, dog med egne bøger og forelæsere. Vægtningen var på det tidspunkt ét helt semester, og en del studerende valgte at læse andre fag på samme tid. Vægtningen af i dag gået ned til 10 studiepoint (ECTS), dvs. en tredjedel af et semester.
I dag er eksamen obligatorisk for at få godkendt en bachelorgrad ved de norske universiteter eller en kandidatgrad, hvis man ikke har en norsk bachelorgrad. Emnets indhold varierer fra institution til institution, og mange har også forskellige varianter internt. Fælles er dog et filosofisk tema, som blandt er viden, sandhed, virkelighed, videnskab og etik. Formålet med eksamen er at få de studerende til at tænke kritisk og reflektere over blandt andet videnskabelige problemer samt om anvendelse af videnskab.
Udover examen philosophicum må de fleste studenter tage examen facultatum, som er mere fagspecifik.